# Pierre Gabaret
Pour les autres membres de la famille, voir famille Gabaret.
Pierre Gabaret d'Angoulins, né le 12 février 1675, baptisé le 19 février 1675 à La Rochelle, et mort le 21 juin 1744 à Toulon, est un officier de marine français des XVIIe et XVIIIe siècles. Issu d'une famille de marins, il sert dans la Marine royale pendant la première moitié du XVIIIe siècle et parvient au grade de chef d'escadre.

## Biographie

### Origines: la famille Gabaret, une famille d'officiers de marine
Pierre Gabaret descend de la famille Gabaret, une famille scindée en deux branches - établies respectivement sur l'île de Ré et l'île d'Oléron - qui a fourni à la marine du royaume de France un grand nombre d'officiers supérieurs.
Il est le fils de Louis Gabaret (1632-1677), chef d'escadre tué à la bataille de Tabago; et de sa femme Louise Auboyneau. De cette union naissent deux fils et une fille :
- Louis Gabaret (1669-1706), capitaine de vaisseau le 1er janvier 1693, il meurt devant La Havane
- Louise, elle épouse Alexandre-René Morel d'Aubigny (1669-1705), d'où Charles-Alexandre Morel, comte d'Aubigny, vice-amiral
- Pierre

### Carrière dans la marine royale
Il suit les traces de son père et entre jeune dans la Marine royale. Il a environ quatorze ans lorsqu'il intègre une compagnie de gardes de la Marine en 1688, au début de la guerre de la Ligue d'Augsbourg, avant d'être promu enseigne de vaisseau en 1692. Il épouse Marie-Madeleine Tranan.
Il sert à nouveau pendant la guerre de Succession d'Espagne et est promu capitaine de brûlot en 1703, puis capitaine de vaisseau en 1705. Après avoir occupé ce poste pendant trente-et-un ans et « avoir végété dans plusieurs grades subalternes, [il] sera tout de même promu » au grade de chef d'escadre en 1736. Fin février 1744, il est à la bataille du cap Sicié au sein de la flotte franco-espagnole commandée par les amiraux Court de la Bruyère et don Juan José Navarro. Pierre Gabaret monte à cette occasion le vaisseau L'Espérance de 74 canons, et commande à son bord l'avant-garde de la flotte.
Il meurt à bord de L'Espérance au large de Toulon le 21 juin 1744, à 70 ans.

### Sources et bibliographie
- Archives nationales, Inventaire de la série Colonies C8: Martinique, Impr. nationale, 1967 - 1868 pages, p. 405, 408, 409, 414, 570.
- Jean Bodiou, Au Berveau Des Guillotin, p. 50
- Gabriel Monod, Charles Bémont, Sébastien Charléty, Pierre Renouvin Revue historique, Volume 273, n° 553 à 554, Presses universitaires de France, 1985, p. 141